# Kulpenberg
Der Kulpenberg (Kulpe = rundes, stumpfes Ende) ist mit 473,6 m ü. NHN die höchste Erhebung des Kyffhäusergebirges nahe Rathsfeld im Kyffhäuserkreis in Thüringen. Er trägt eine flache, gerundete Kuppe von etwas mehr als 20 m Höhe.

## Geographische Lage
Der Kulpenberg liegt im Mittelteil des Kyffhäusergebirges im Naturpark Kyffhäuser. Er befindet sich zwischen der bei der Kernstadt von Kelbra (Landkreis Mansfeld-Südharz) gelegenen Burgruine Rothenburg im Nordwesten und Rathsfeld, einem Ortsteil von Steinthaleben (Gemeinde Kyffhäuserland), im Süden und dem Kyffhäuserdenkmal im Osten. Etwas nördlich bis östlich vorbei am Berg führt die Bundesstraße 85.

## Beschreibung

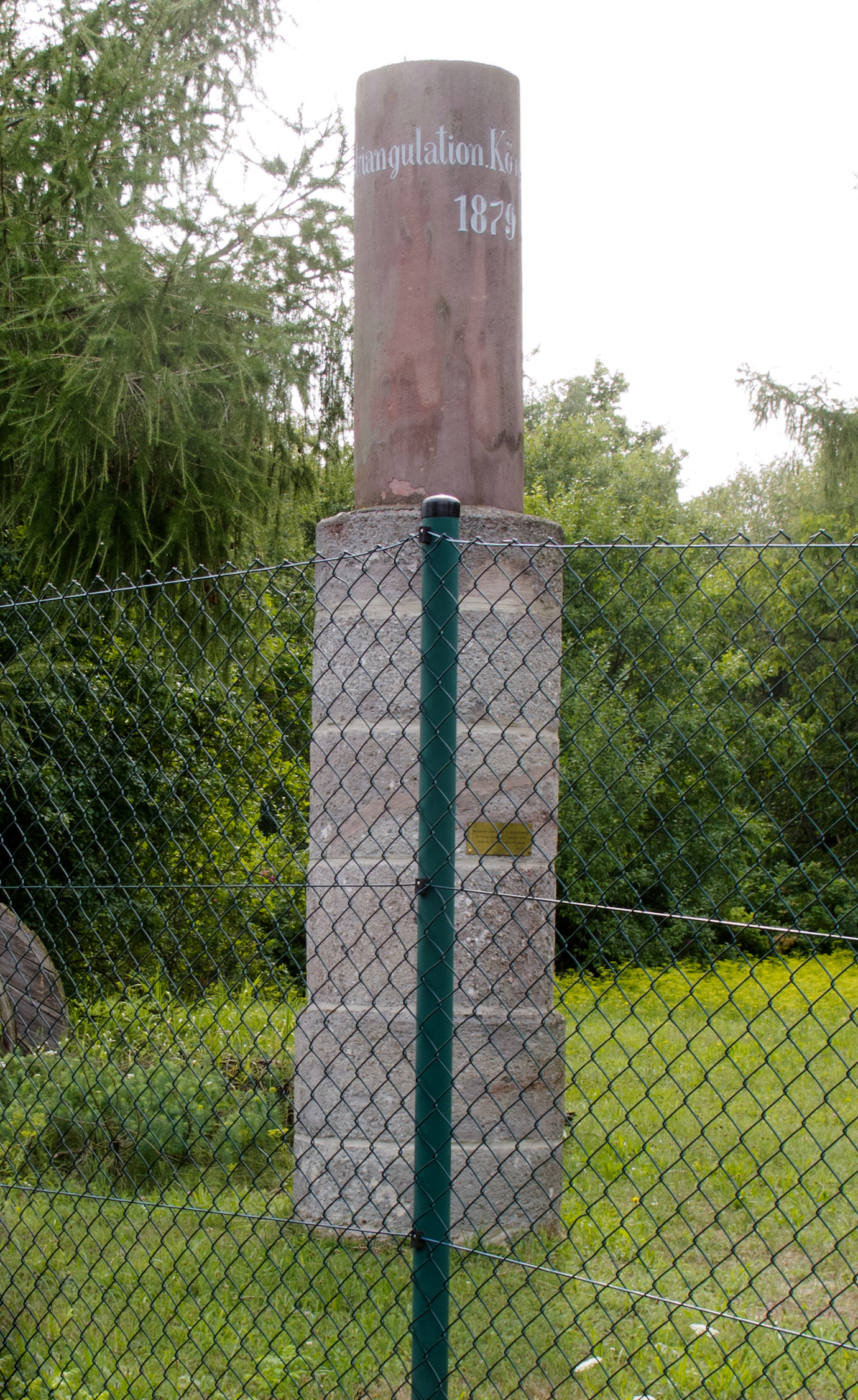
Triangulationssäule

Der Kulpenberg trug als trigonometrischer Punkt erster Ordnung eine 3,7 m hohe Sandsteinsäule mit der Inschrift „Königl. Preußische Landestriangulation 1879“ mit einer darüber erbauten hölzernen Aussichtsplattform. Da der geschlossene Hochwald jegliche Aussicht von der Plattform verhinderte, wurde der Berg bis zur Eröffnung des zwischen 1959 und 1964 nahe der Sandsteinsäule erbauten und 94 m hohen Fernsehturms Kulpenberg mit zwei Aussichtsplattformen kaum besucht. Als der Bau des Fernsehturms begann, stand daneben auch ein großer trigonometrischer Signalturm, welcher aber noch vor der Fertigstellung des etwa doppelt so hohen Fernsehturms abgerissen wurde.  
Die Sandsteinsäule wurde anlässlich der 120-jährigen Wiederkehr der Königlich-Preußischen Triangulation von 1879 durch das Thüringer Landesvermessungsamt im Jahr 1999 restauriert. 